# Husqvarna 250 WR
 (mars 2015).
Si vous disposez d'ouvrages ou d'articles de référence ou si vous connaissez des sites web de qualité traitant du thème abordé ici, merci de compléter l'article en donnant les références utiles à sa vérifiabilité et en les liant à la section « Notes et références ».
La 250 WR est une moto de la gamme enduro du constructeur suédois Husqvarna. Elle est homologuée pour rouler sur la route avec un permis A2,.